# Domanín (Hodoníni járás)
Domanín település Csehországban, Hodoníni járásban. Domanín Těmice, Ořechov, Syrovín, Moravský Písek és Bzenec településekkel határos. Lakosainak száma 1013 fő (2024. január 1.).

## Népesség
A település lakosságának változását az alábbi diagram mutatja:
| Lakosok száma | 1088 | 1174 | 1291 | 1216 | 1126 | 1043 | 993  | 1030 | 1007 | 1013 |
|               | 1869 | 1890 | 1921 | 1950 | 1980 | 2001 | 2017 | 2019 | 2022 | 2024 |